# 1931 en architecture
| Années de l'architecture : 1928 - 1929 - 1930 - 1931 - 1932 - 1933 - 1934    |
| Décennies de l'architecture : 1900 - 1910 - 1920 - 1930 - 1940 - 1950 - 1960 |

Cet article présente les faits marquants de l'année 1931 en architecture.

## Réalisations
- 1er mai : l'Empire State Building est construit à New York par Shreve, Lamb & Harlon Associates. Il devient pendant plus de quarante ans le plus haut édifice jamais bâti dans le monde.
- Le Merchandise Mart à Chicago, devient le bâtiment le plus important du monde en termes de surface.
- Le Commerce Court North est achevé à Toronto et devient le plus haut gratte-ciel de tout l'Empire britannique.
- Le Corbusier construit la villa Savoye à Poissy.
- Pierre Chareau construit la maison de verre à Paris.
- Dédoublement à l'identique et parfaitement symétrique de la gare de Paris-Est à Paris.
- Palais du marquis de la Motilla, néo-médiéval, à Séville, sur les plans de Gino Coppedè et Vicente Traver.
- bains publics de Marshall Street à Westminster, Londres, au Royaume Uni, construits de 1928 à 1931.

## Événements
- 6 juin : Le Palais des glaces de Munich est victime d'un incendie criminel ; des centaines d'œuvres d'art sont endommagées ou détruites.
- Le Home Insurance Building à Chicago, considéré comme le premier gratte-ciel de l'histoire de l'architecture, est démoli.
- Fin du mouvement De Stijl.

## Récompenses
- Royal Gold Medal : Edwin Cooper.
- Prix de Rome : Georges Dengler.

## Naissances
- 3 mai : Aldo Rossi († 4 septembre 1997).
- 7 mai : Ricardo Legorreta.
- 31 mai : Zvi Hecker.
- 23 juillet : Arata Isozaki.

## Décès
- 7 mars
  - Louis Viollier (° 26 juillet 1852) .
  - Theo van Doesburg (° 1883).